# Да Силва, Изак
Изак Силвестре да Силва (порт.-браз. Isac Silvestre da Silva; род. 2 апреля 2006) — бразильский футболист, защитник клуба «Сан-Паулу».

## Клубная карьера
Изак — воспитанник клубов «Спорт Ресифи» и «Ред Булл Брагантино». 10 марта 2024 года в поединке Лиги Паулиста против «Гуарани» игрок дебютировал за основной состав последних. 

## Международная карьера
В 2023 году в составе юношеской сборной Бразилии Изак стал победителем юношеского чемпионата Южной Америки в Эквадоре. На турнире он сыграл в матче против сборной Уругвая. 

## Достижения
Сборная Бразилии
- Чемпион юношеского чемпионата Южной Америки (до 17 лет): 2023